# Cubillas de los Oteros
Cubillas de los Oteros is een gemeente in de Spaanse provincie León in de regio Castilië en León met een oppervlakte van 12,48 km². Cubillas de los Oteros telt 152 inwoners (1 januari 2016).

## Demografische ontwikkeling
Bron: INE, 1857-2011: volkstellingen
Opm.: Tot 1857 behoorde Cubillas de los Oteros tot de gemeente Fresno de la Vega